# 土库曼斯坦人权
土库曼斯坦的人权记录受到世界各国学者的严厉批评。在萨帕尔穆拉特·尼亚佐夫总统统治期间，该国的教育和健康标准明显下降。尼亚佐夫建立了属于他的个人崇拜，总统雕像更是数以万计。此外尼亚佐夫时代，土库曼斯坦继承了苏联的秘密警察系统，该国成为名副其实的“警察国家”。
自2006年12月以来，在库尔班古力·别尔德穆哈梅多夫总统的政府领导下，土库曼斯坦许诺将对国内进行一系列政治改革。然而近年来国际人权组织没有观察到该国在人权和公民自由方面有任何重大改善。
除此以外，土库曼斯坦是世界上仅次于朝鲜和厄立特里亚的封闭国家，该国的新闻自由指数常年位居倒数第二。该国自1991年独立以来的两届总统都极度自恋，大搞个人崇拜，被媒體譏為“中亚北韩”。

## 对少数民族的歧视
土库曼斯坦政府决定于2003年取消土库曼和俄罗斯的双重国籍，这促使数以千计的俄罗斯族人因为拥有俄罗斯国籍而被迫失去财产并且离开土库曼斯坦。 据报道，许多“恐慌”逃离的人害怕被困在一个因侵犯人权而受到广泛批评，并对其公民的外国旅行实施严格限制的国家。那些没有俄罗斯护照的人可能会被迫成为土库曼人，并担心他们可能永远无法返回俄罗斯。 
此外当局不承认在土库曼苏维埃社会主义共和国之外颁发的所有苏联时期的文凭、证书和其他官方文件，因而这些文件都被作废，这极大地限制了人们的工作机会，这将导致将近100,000人受到影响。同时，大学的入学拒绝非土库曼姓氏的申请者，尤其是俄罗斯族人。俄罗斯电视在土库曼斯坦收视非常困难，俄语广播电台Mayak被停播，俄语报纸更是被严禁出版和进口。
此外当局禁止教授少数民族俾路支人拥有的习俗和语言。乌兹别克人的情况也是如此，他们的语言曾经在一些国立学校教授，然而关于该语言的教学很快就被取消。 

## 宗教自由
根据土库曼斯坦宪法中的第11条承诺土库曼斯坦公民享有宗教自由。然而，与其他人权一样，在实践中它并不存在。前总统萨帕尔穆拉特·尼亚佐夫的精神著作《鲁赫纳玛》被强加于所有宗教团体。根据论坛18的说法，尽管受到国际压力，当局仍严厉镇压所有宗教团体，而且法律框架如此严格，以至于许多人宁愿在地下存在，也不愿通过任何官方渠道。除了耶和华见证人、巴哈伊信仰者和国际奎师那知觉协会等团体外，基督新教的信徒也受到影响。耶和华见证人因良心拒服兵役而被监禁和殴打。例如，该教派一名33岁的成员在达沙古兹的一个火车站被发现携带宗教材料后被判处4年徒刑。联合国人权事务委员会表示，土库曼斯坦的耶和华见证人因拒绝服义务兵役而被起诉和监禁，尽管土库曼斯坦宪法保障宗教自由。联合国委员会指出：“缔约国应采取一切必要措施审查其立法，以提供替代性兵役取代强制性兵役。缔约国还应确保法律明确规定个人有权依良心拒服兵役。此外，缔约国应敦促当局停止对出于良心拒绝服兵役的人的所有起诉，并释放目前正在服刑的人。”   
2003年7月，由司法部出版的国有报纸《阿达拉特》（Adalat）发表了一篇针对某些宗教团体成员的攻击，将这些团体描述为颠覆国家的外国团体。当局继续限制耶和华见证人的父母按照他们的宗教信仰抚养孩子的自由。此外，政府没收了基督教文学的副本，包括圣经；政府声称它不是真正的基督教宗教文学。2003年，一些耶和华见证人的出境签证被拒绝。其他能够获得出境签证的人在越过边境后被拦下并被迫返回。还有一些人被阻止登上前往另一个国家的航班，因为他们的名字被列入禁止离开该国的公民“黑名单”。 
美国国务院在2005年国际宗教自由年度报告（2005年11月8日发布）表明，土库曼斯坦持续限制宗教自由，然而它同时将其归类为“在促进宗教自由方面取得重大进展”的国家。然而，美国众议员克里斯·史密斯表示，“尼亚佐夫政权在过去一年进行的改革还远远不够，甚至报告本身也指出严重侵犯宗教自由的行为仍在继续。”美国参议员萨姆·布朗巴克指出，“对比土库曼斯坦和乌兹别克斯坦，显然它得到了比事实证明的更多的信任。”联合国宗教或信仰自由问题特别报告员阿斯玛·贾汉吉尔于2003年6月和2005年再次呼吁土库曼斯坦政府邀请访问该国，但没有得到回应。

## 言论自由

### 互联网
2008年首次授权个人访问互联网的许可，自那以后互联网访问量有所增加。
土库曼斯坦仍然是是世界上最压抑和封闭的社会之一。互联网受到严格监管，只对一小部分人开放。审查无处不在，范围广泛。监控很重要，少数从互联网访问中受益的公民受到国家机构的密切监控。自我审查很常见。 
由人权组织和附属新闻机构运营的网站被封锁。此外，普通公民无法访问万维网，只能使用土库曼斯坦的局域网。在土库曼斯坦无法通过正常方式访问Facebook 、YouTube和Twitter等社交网络。试图绕过这种审查制度可能会导致严重的后果。只有俄罗斯社交网络 Odnoklassniki和邮件代理聊天系统可用。 除此之外，还有一个2012年成立的土库曼当地社交网络E-Dostluk，目前仍然可以访问。 
2011年，土库曼斯坦被无国界记者组织列为互联网敌人。

## 历年以来该国民主指数的得分情况
根据经济学人杂志一年一度的民主指数评比，土库曼斯坦民主指数常年在2分以下（满分是10分），因此土库曼斯坦属于专制政权。
| 年份 | 2006 | 2008 | 2010 | 2011 | 2012 | 2013 | 2014 | 2015 | 2016 | 2017 | 2018 | 2019 | 2020 |
| ---- | ---- | ---- | ---- | ---- | ---- | ---- | ---- | ---- | ---- | ---- | ---- | ---- | ---- |
| 得分 | 1.83 | 1.72 | 1.72 | 1.72 | 1.72 | 1.72 | 1.83 | 1.83 | 1.83 | 1.72 | 1.72 | 1.72 | 1.72 |